# Culberson megye
Culberson megye az Amerikai Egyesült Államokban, azon belül Texas államban található. Megyeszékhelye és legnagyobb városa Van Horn. Lakosainak száma 2188 fő (2020. április 1.). Culberson megye Hudspeth, Reeves, Eddy, Jeff Davis és Otero megyékkel határos.

## Népesség
A megye népességének változása:
| Lakosok száma | 2399 | 2371 | 2293 | 2277 | 2236 | 2188 |
|               | 2010 | 2011 | 2012 | 2013 | 2015 | 2020 |